# Sutherland (Szkocja)

Flaga

Sutherland (gael. Cataibh) – hrabstwo historyczne w północnej Szkocji, w granicach współczesnego hrabstwa administracyjnego Highland. Hrabstwo ma dwie linie brzegowe – na północy i północnym zachodzie opływa je Ocean Atlantycki, na wschodzie – zatoka Moray Firth (Morze Północne). Sąsiaduje z hrabstwami Caithness na północnym wschodzie i Ross and Cromarty na południu. Ośrodkiem administracyjnym hrabstwa było Dornoch.
Atlantyckie wybrzeże hrabstwa jest skaliste, z licznymi klifami. Znajduje się tu przylądek Cape Wrath, najbardziej na północny zachód wysunięta część wyspy Wielka Brytania. Wybrzeże Morza Północnego łagodnie opada ku morzu, tworząc piaszczyste plaże. Przeważająca część hrabstwa jest górzysta, porośnięta wrzosowiskami. Najwyższy szczyt, Ben More Assynt wznosi się 998 m n.p.m. Występują tu liczne jeziora, z których największe to Loch Shin, Loch Assynt, Loch Naver, Loch Loyal, Loch Hope i Loch More.
Znajdują się tu liczne ślady ludzkiej działalności z epoki neolitu. We wczesnym średniowieczu na terenach tych osiedli norwescy wikingowie, nadając im nazwę Suðrland, co oznacza „południowa ziemia” (względem znajdujących się w ich władaniu Orkadów i Szetlandów). W XII wieku za sprawą Wilhelma I hrabstwo znalazło się pod władaniem szkockim.
W XIX wieku duża część ludności została wysiedlona, a ziemie przeznaczone pod wypas owiec w ramach procederu zwanego Highland clearances. Część wysiedleńców osiadła wzdłuż wybrzeża, utrzymując się z rybołówstwa oraz połowu i palenia wodorostów (z których popiołów pozyskiwano potaż i jod); wielu wyemigrowało do Ameryki i Australii. W 1887 roku liczba ludności hrabstwa wynosiła 23 370, na obszarze 5252 km².